# Viandar de la Vera
Viandar de la Vera è un comune spagnolo di 285 abitanti situato nella comunità autonoma dell'Estremadura.

## Geografia
Il comune si trova nella zona montuosa del versante meridionale del Sistema Centrale, per cui il terreno è ripido e con forti pendii. È collegato tramite l'autostrada EX-203.

## Storia
Alla caduta dell'Ancién Regime la località si costituisce come comune costituzionale, allora conosciuto come Viandar, nella regione dell'Estremadura, che dal 1834 fu integrato nel Partito Giudiziario di Jarandilla, che nel censimento del 1842 contava 100 case e 548 vicini.